# Arrelles
Arrelles est une commune française, située dans le département de l'Aube en région Grand Est.

## Géographie
| Villiers-sous-Praslin | Villemorien | Polisot       |
| Praslin               | Arrelles    | Polisy        |
| Pargues               |             | Avirey-Lingey |

Placé sur le plateau calcaire du Barrois, le territoire est traversé par la Sarce, rivière en rive gauche de la Seine.
Au territoire, sur un cadastre de 1834 : le bois de Fiel, les Closets, les Fays, le Champ du Four, le Lavoir, le Fontaine des Ormes, Saint-Yves.

### Hydrographie
La commune est dans la région hydrographique « la Seine de sa source au confluent de l'Oise (exclu) » au sein du bassin Seine-Normandie. Elle est drainée par la Sarce, le Fossé 01 du Val Clairon et le Fossé 01 du Val de Fiel,.
La Sarce, d'une longueur de 30 km, prend sa source dans la commune de Bragelogne-Beauvoir et se jette  dans un bras de la Seine à Virey-sous-Bar, après avoir traversé huit communes.

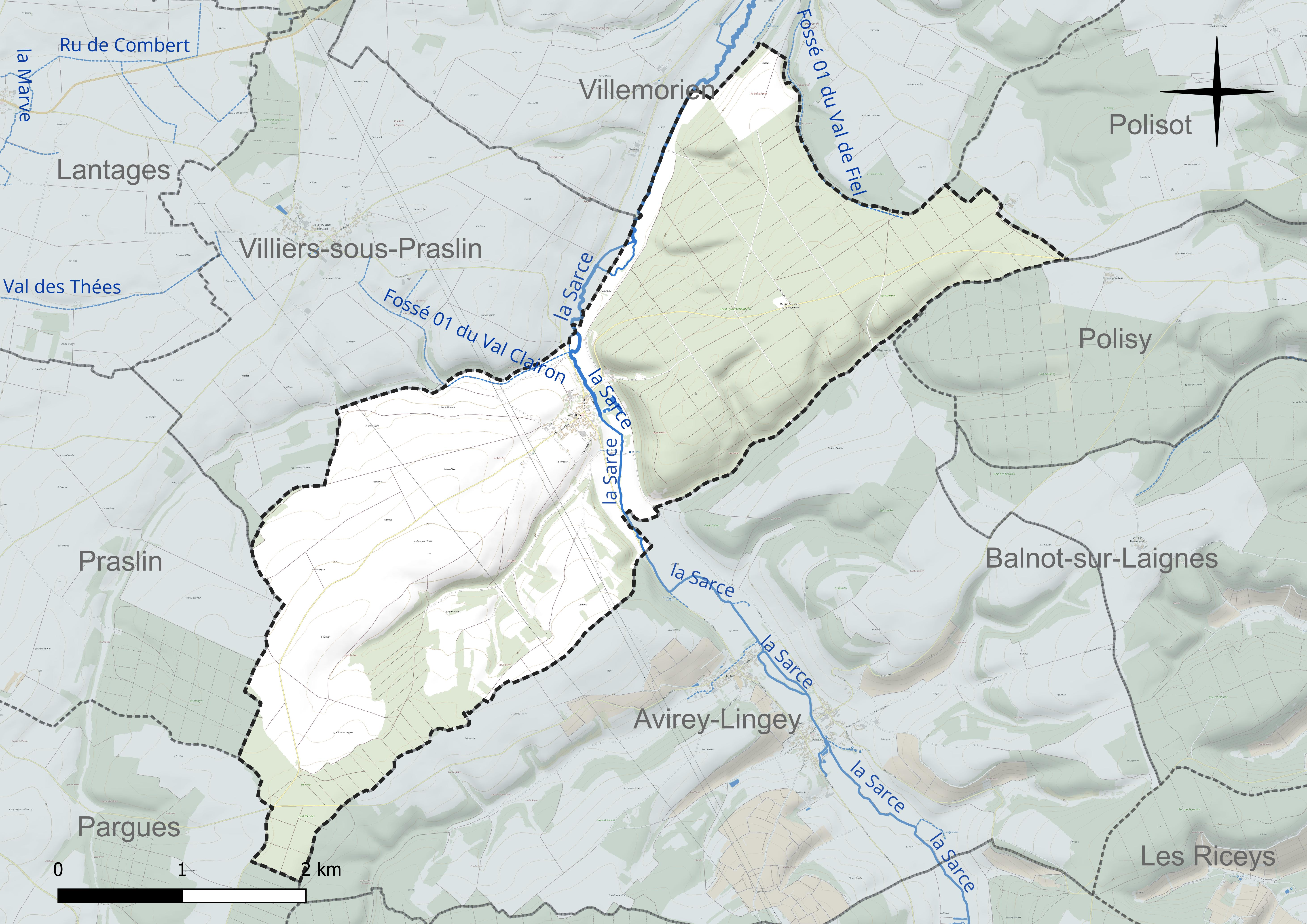
Réseau hydrographique d'Arrelles.

### Climat
Pour des articles plus généraux, voir Climat du Grand Est et Climat de l'Aube.
En 2010, le climat de la commune est de type climat océanique dégradé des plaines du Centre et du Nord, selon une étude du Centre national de la recherche scientifique s'appuyant sur une série de données couvrant la période 1971-2000. En 2020, Météo-France publie une typologie des climats de la France métropolitaine dans laquelle la commune est exposée à un climat océanique altéré et est dans la région climatique Lorraine, plateau de Langres, Morvan, caractérisée par un hiver rude (1,5 °C), des vents modérés et des brouillards fréquents en automne et hiver.
Pour la période 1971-2000, la température annuelle moyenne est de 10,6 °C, avec une amplitude thermique annuelle de 15,8 °C. Le cumul annuel moyen de précipitations est de 803 mm, avec 12,5 jours de précipitations en janvier et 8,5 jours en juillet. Pour la période 1991-2020, la température moyenne annuelle observée sur la station météorologique de Météo-France la plus proche, « Celles-sur-ource », sur la commune de Celles-sur-Ource à 10 km à vol d'oiseau, est de 11,4 °C et le cumul annuel moyen de précipitations est de 747,2 mm. 
La température maximale relevée sur cette station est de 40,6 °C, atteinte le 25 juillet 2019 ; la température minimale est de −15 °C, atteinte le 1er mars 2005,,.
Les paramètres climatiques de la commune ont été estimés pour le milieu du siècle (2041-2070) selon différents scénarios d'émission de gaz à effet de serre à partir des nouvelles projections climatiques de référence DRIAS-2020. Ils sont consultables sur un site dédié publié par Météo-France en novembre 2022.

## Urbanisme

### Typologie
Au 1er janvier 2024, Arrelles est catégorisée commune rurale à habitat dispersé, selon la nouvelle grille communale de densité à 7 niveaux définie par l'Insee en 2022.
Elle est située hors unité urbaine et hors attraction des villes,.

### Occupation des sols
L'occupation des sols de la commune, telle qu'elle ressort de la base de données européenne d’occupation biophysique des sols Corine Land Cover (CLC), est marquée par l'importance des territoires agricoles (51,5 % en 2018), une proportion identique à celle de 1990 (51,5 %). La répartition détaillée en 2018 est la suivante : 
forêts (48,5 %), terres arables (38,8 %), zones agricoles hétérogènes (9,9 %), prairies (2,8 %). L'évolution de l’occupation des sols de la commune et de ses infrastructures peut être observée sur les différentes représentations cartographiques du territoire : la carte de Cassini (XVIIIe siècle), la carte d'état-major (1820-1866) et les cartes ou photos aériennes de l'IGN pour la période actuelle (1950 à aujourd'hui).

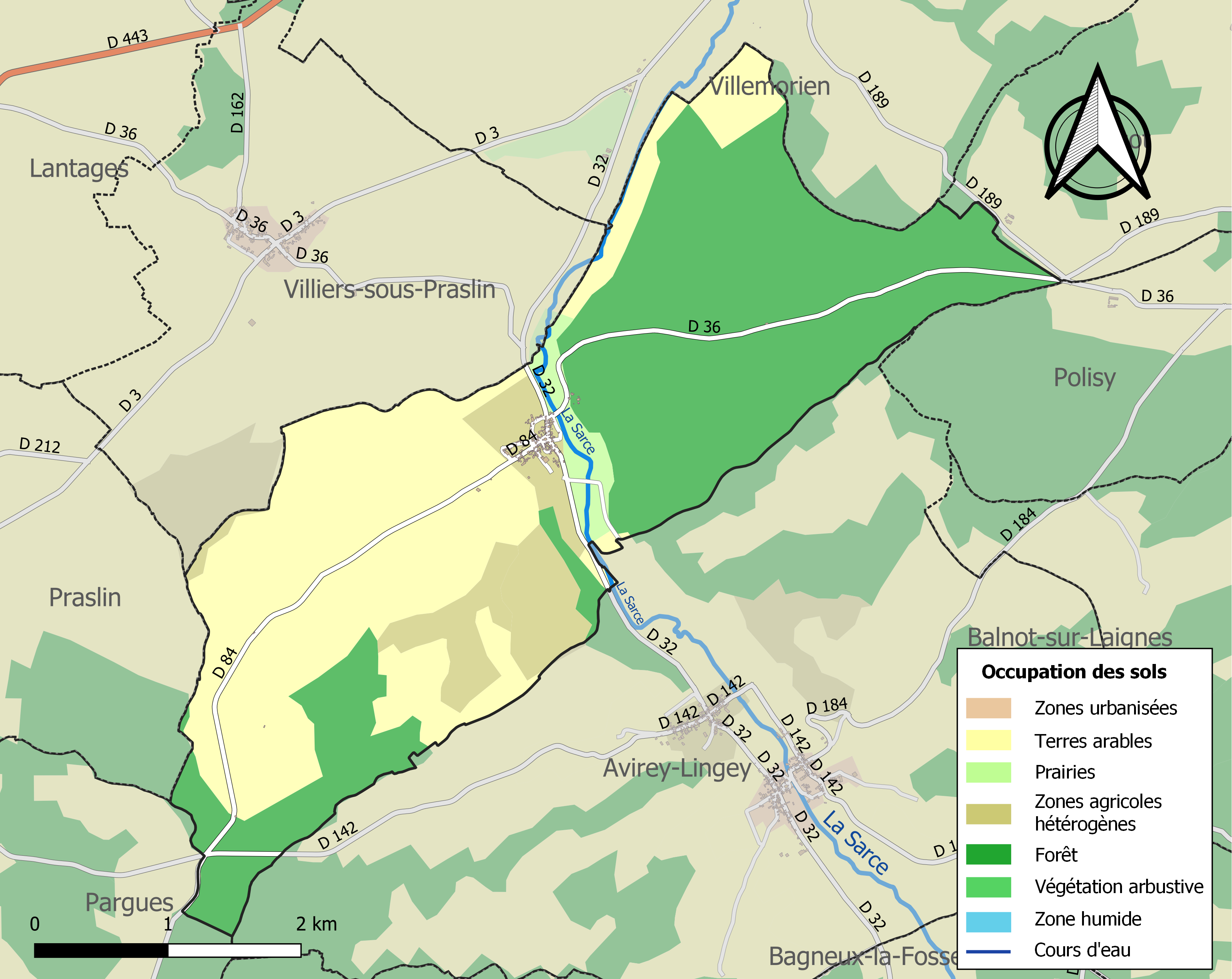
Carte des infrastructures et de l'occupation des sols de la commune en 2018 (CLC).

## Toponymie
L'orthographe Arrelles n'est apparu qu'au début du XIXe siècle.
Sur le cadastre de 1834 on trouve : Closets, le Champs du Four, Fay, Fiel, le Lavoir, les Ormes, Saint-Yves.

## Histoire
Il y a des traces d'habitation attestées par des cercueils de l'époque gallo-romaine, un potin Sénons. La seigneurie était à la commanderie de Thors qui avait aussi un moulin.
En 1789, le village était une partie de l'intendance et de la généralité de Dijon, de l'élection de Bar-sur-Seine et du bailliage comtal de Bar-sur-Seine.

### Fiel
Le bois-de-Fiel, Faiel  sur la commune est attesté depuis la donation de Gautier, comte de Brienne aux nonnains de Bar-sur-Seine de droits d'usages. Une autre, faite par itier de Merrey aux prieuré de Merrey, de l'usage de bois mort en sa part de forêt. La commanderie d'Avalleur en devint propriétaire, avant 1754. Mesuré en 1759, il représentait 916 arpents et 29 perches organisé pour des rotations de 25 ans.
Boc-en-Fiel est le nom d'une ferme du territoire de Polissot.

## Politique et administration
| Période                                  | Période                   | Identité                                        | Étiquette | Qualité     |
| ---------------------------------------- | ------------------------- | ----------------------------------------------- | --------- | ----------- |
| mars 2001                                | mars 2008                 | Jacques Dechannes                               |           |             |
| mars 2008                                | En cours (au 25 mai 2020) | Robert Guillemin Réélu pour le mandat 2020-2026 | DVD       | Agriculteur |
| Les données manquantes sont à compléter. |                           |                                                 |           |             |

## Démographie
L'évolution du nombre d'habitants est connue à travers les recensements de la population effectués dans la commune depuis 1793. Pour les communes de moins de 10 000 habitants, une enquête de recensement portant sur toute la population est réalisée tous les cinq ans, les populations de référence des années intermédiaires étant quant à elles estimées par interpolation ou extrapolation. Pour la commune, le premier recensement exhaustif entrant dans le cadre du nouveau dispositif a été réalisé en 2008.

En 2022, la commune comptait 88 habitants, en évolution de +2,33 % par rapport à 2016 (Aube : +0,7 %, France hors Mayotte : +2,11 %).
| 1793 | 1800 | 1806 | 1821 | 1831 | 1836 | 1841 | 1846 | 1851 |
| ---- | ---- | ---- | ---- | ---- | ---- | ---- | ---- | ---- |
| 390  | 498  | 439  | 506  | 531  | 511  | 513  | 506  | 408  |

| 1856 | 1861 | 1866 | 1872 | 1876 | 1881 | 1886 | 1891 | 1896 |
| ---- | ---- | ---- | ---- | ---- | ---- | ---- | ---- | ---- |
| 429  | 404  | 396  | 362  | 347  | 334  | 295  | 277  | 236  |

| 1901 | 1906 | 1911 | 1921 | 1926 | 1931 | 1936 | 1946 | 1954 |
| ---- | ---- | ---- | ---- | ---- | ---- | ---- | ---- | ---- |
| 242  | 236  | 219  | 157  | 166  | 169  | 156  | 164  | 138  |

| 1962 | 1968 | 1975 | 1982 | 1990 | 1999 | 2006 | 2008 | 2013 |
| ---- | ---- | ---- | ---- | ---- | ---- | ---- | ---- | ---- |
| 151  | 103  | 119  | 92   | 85   | 73   | 81   | 83   | 87   |

| 2018 | 2022 | - | - | - | - | - | - | - |
| ---- | ---- | - | - | - | - | - | - | - |
| 87   | 88   | - | - | - | - | - | - | - |

## Culture locale et patrimoine

### Lieux et monuments
Église dédiée à Saint-Pierre-ès-Liens reconstruite en 1825 sur le plan du chœur carré du XIIe siècle et du transept doublé du XVIe siècle. Nef et clocher-porche du XIXe siècle. Elle était une cure du doyenné de Bar-sur-Seine et à la seule collation de l'évêque.